# Гжегож Недзведзький
Гжегож Недзведзький (пол. Grzegorz Niedzwiedzki) — польський палеонтолог, член Польської академії наук і викладач Уппсальського університету.

## Наукова діяльність
Закінчив Геологічний технікум Станіслава Сташиця в Кельце. Потім навчався на геолога у Варшавському університеті. У 2001—2007 роках вивчав біологію в тому ж університеті. У 2007 році захистив дипломну роботу з біології про аналіз палеоекології ранньоюрських екосистем села Солтикува у Свентокшиських горах. Брав участь у палеонтологічних розкопках у Сілезькому воєводстві поблизу села Лісовіце, звідки відомі найдавніші польські динозаври у 2006—2007 роках. Біолог був співробітником доктора Томаша Сулея та професора Єжи Дзіка. У 2013 році Недзведзький отримав докторський ступінь в Інституті палеобіології та еволюції Варшавського універсатету, де підготував дисертацію про м'ясоїдного пізньотріасового архозавра із Сілезького воєводства.
Був багаторазовим стипендіатом Головування ради міністрів та міністрів народної освіти. У 2000 отримав спеціальну нагороду Королівського географічного товариства Лондона, у 2008/2009 заробив стипендію молодих вчених «СТАРТ», що фінансується через Фонд польської науки, а в 2009 премію президента Польської академії наук за науково-дидактичні роботи.
На честь Гжегожа Недзведзького назвали вид тріасових комах Chauliodites niedzwiedzkii.
У січні 2010 року в журналі Nature була опублікована робота Недзведзького про відкриття слідів девонських чотирилапих, які виявилися на 18 мільйонів років старшими від відомих досі викопних залишків перших чотирилапих.
Ще одним важливим відкриттям Гжегожа Недзведзького стало виявлення та опис гігантського тріасового дицинодонта Lisowicia. До цього вважалося, що еволюція завроподоморфів збіглася зі зникненням дицинодонтів з палеонтологічного літопису, але відкриття показало, що великі дицинодонти співіснували з великими завроподоморфами.
З травня 2016 року є науковим співробітником та проводить дослідження в Упсальському університеті у Швеції.